# Discoxenus minutus
Discoxenus minutus – gatunek chrząszcza z rodziny kusakowatych i podrodziny rydzenic.

## Taksonomia
Gatunek ten opisali po raz pierwszy w 2015 roku Taisuke Kanao i Munetoshi Maruyama na łamach „Zootaxa”. Jako lokalizację typową wskazano okolice Angkor Wat w kambodżańskiej prowincji Siĕm Réab. Epitet gatunkowy oznacza po łacinie „mały”. W obrębie rodzaju Discoxenus tworzy wraz z D. assmuthi, D. hirsutus, D. indicus, D. kakizoei, D. katayamai, D. kohkongensis, D. lepisma, D. lucidus, D. malaysiensis i D. phourini grupę gatunków D. assmuthi.

## Morfologia
Chrząszcz o wydłużonym ciele długości od 1,5 do 1,7 mm i szerokości od 0,7 do 0,8 mm, błyszczącym, ubarwionym głównie pomarańczowobrązowo. 1,3 raza szersza niż dłuższa głowa ma lekko pośrodku wklęśniętą przednią krawędź wargi górnej, wyraźnie widoczny ząbek na prawej żuwaczce, 2,3 raza szerszą niż dłuższą bródkę z około 40 porami i przedbródek z 12–14 porami. Na przedpleczu rosną 44 szczecinki makroskopowe. Poprzeczne pokrywy w przednio-bocznych narożach skąpo porastają szczecinki. Szczecinek makroskopowych na dysku pokryw jest dwanaście. Odwłok ma tergity od trzeciego do ósmego zaopatrzone w sześć szczecinek makroskopowych. Na tergitach trzecim i czwartym niemal brak jest szczecinek żółtych. Ósmy tergit ma dwie pary szczecinek makroskopowych pośrodku i dwie pary na krawędzi tylnej. Sternity od trzeciego do siódmego mają szereg 6–10 szczecinek makroskopowych na tylnym brzegu. Na sternitach od czwartego do ósmego występuje pośrodkowy szereg żółtych szczecinek. U samca ósmy sternit ma dwie pary szczecinek makroskopowych pośrodku i trzy pary przy tylnej krawędzi, u samicy zaś dwie pary szczecinek makroskopowych pośrodku i dwie pary na tylnej krawędzi. Genitalia samicy cechują się nasadową częścią spermateki 1,8 raza dłuższą niż jej część wierzchołkowa. Genitalia samca odznaczają się zaopatrzoną w dobrze wykształcone, zaokrąglone żeberko dystalne kapsułą nasadową edeagusa, paramerytem trzykrotnie szerszym od kondylitu oraz pięcioma lub sześcioma szczecinkami na sklerycie woreczka welarnego.

## Ekologia i występowanie
Owad ten jest termitofilem zasiedlającym gniazda termitów z gatunków Hypotermes makhamensis i Hypotermes xenotermitis.
Gatunek orientalny, endemiczny dla Kambodży, znany z kilku stanowisk w prowincji Siĕm Réab.